# Deschutes River (Oregon)
Ne doit pas être confondu avec Deschutes River (Washington).
La rivière Deschutes (IPA: /dəˈʃuts/), située dans le centre de l'État américain de l'Oregon, est un des principaux affluents du fleuve Columbia. La rivière a été nommée Rivière des Chutes ou Rivière aux Chutes, (en français), au cours de la période de la traite des fourrures (début du XIXe siècle). Les chutes d'eau en question sont les chutes de Celilo, près du lit de la rivière Deschutes (ces chutes n'existent plus, ayant été inondées par le lac de retenue situé en amont du barrage Dalles).

## Géographie
La rivière draine la plus grande partie orientale de la chaîne des Cascades dans l'Oregon, alimentée par de nombreux affluents qui descendent des flancs arides de ce côté des Cascades. Elle offrait autrefois une importante voie de communication de et vers le Columbia pour les Amérindiens et plus tard pour les pionniers parcourant la piste de l'Oregon. Elle s'écoule principalement dans une région rugueuse et aride et sa vallée constitue le cœur agricole de l'Oregon central. Aujourd'hui, la rivière sert à l'irrigation et est populaire l'été pour la pratique du rafting et de la pêche en eaux vives. 

## Source
- (en) Cet article est partiellement ou en totalité issu de l’article de Wikipédia en anglais intitulé « Deschutes River (Oregon) » (voir la liste des auteurs).